# Pale lager
 (décembre 2023).
Si vous disposez d'ouvrages ou d'articles de référence ou si vous connaissez des sites web de qualité traitant du thème abordé ici, merci de compléter l'article en donnant les références utiles à sa vérifiabilité et en les liant à la section « Notes et références ».

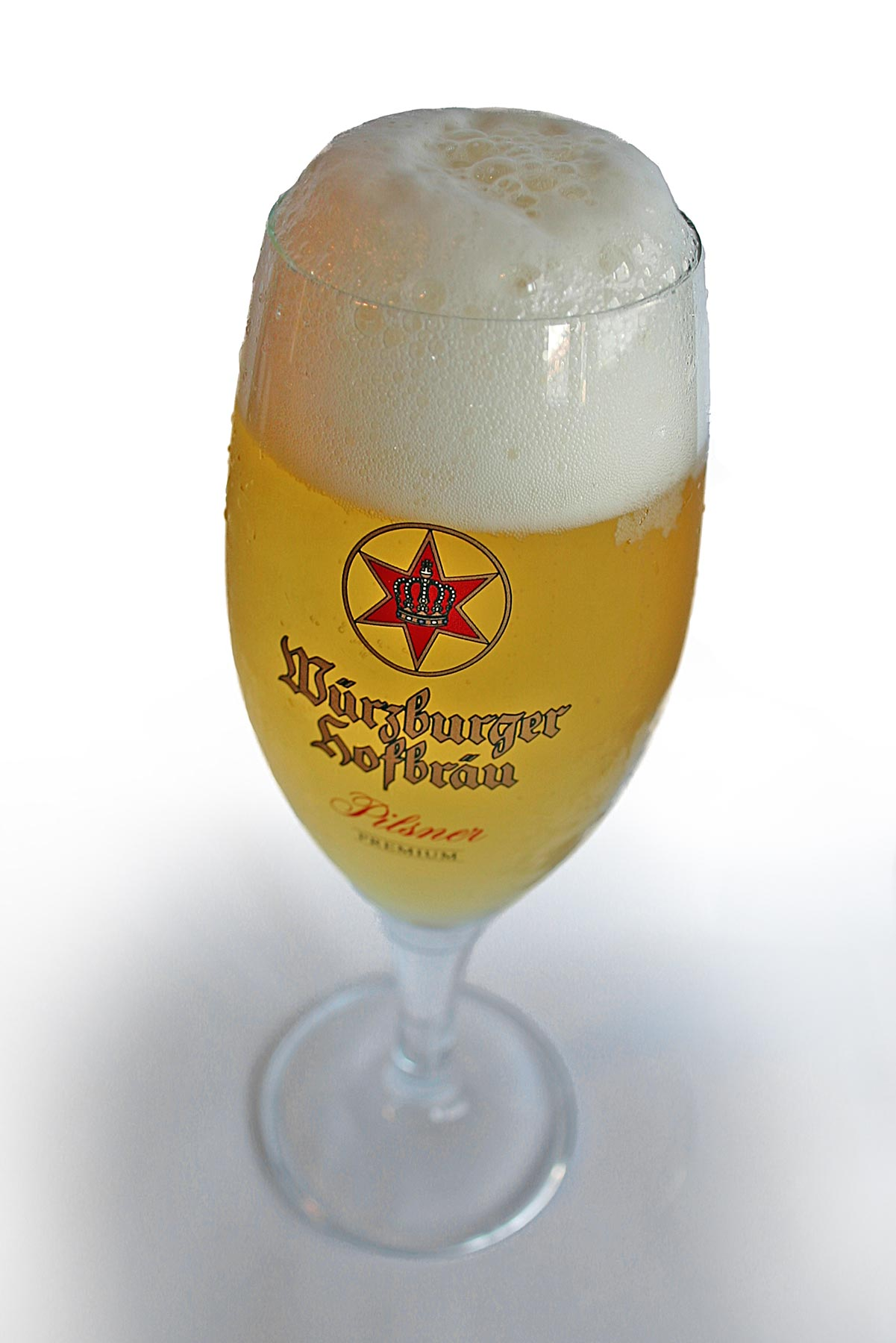
Un exemple de pale lager, une Würzburger Hofbräu.

Une pale lager est une bière basse-fermentation à la robe or pâle, présentant une forte atténuation (consommation des sucres par les levures) et l'utilisation — dans diverses proportions — de houblons nobles. Le processus de brassage de ce type de bière a été développé au XIXe siècle par Gabriel Sedlmayr qui, s'inspirant des techniques de brassages des pale ales, les a appliquées aux méthodes de brassage traditionnelles des bières lager. Cette approche a été mise en œuvre par d'autres brasseurs, notamment par le Bavarois Josef Groll qui s'en inspira pour inventer la Pilsen Urquell dans la ville de Pilsen (aujourd'hui en Tchéquie).
Les bières à robe jaune pâle, fine en bouche et stable qui résultent de cette méthode brassicole ont rencontré un grand succès et se sont répandues à travers le monde. Aujourd'hui, la pale lager est le type de bière le plus consommé à travers la planète, comme en témoigne Budweiser, Heineken ou Carlsberg. 